# Crkva sv. Andrije u Kamešnici
Crkva sv. Andrije u Kamešnici – crkva u naselju Kamešnica u općini Kalnik.
Potječe iz 14. stoljeća. Sagrađena je iz kamena u razdoblju gotike i jedna jedna od rijetkih crkvenih građevina u sjeverozapadnoj Hrvatskoj, koja je sačuvala izvorni gotički izgled. Zanimljiva je i po dvostrešnom strmom krovu, nekad pokriven šindrom, a danas crijepom. Kalnički župnik Stjepan zamolio je generalnog vikara zagrebačke biskupije i naslovnog skradinskog biskupa Mihaela, da posveti crkvu, što je on i učinio 1377. godine. Dokument o tome postoji u Nadbiskupskom arhivu u Zagrebu. 
Sačuvani su gotički portali, rozeta, gotički prozor, kameno svetohranište, gotički slavoluk i ugaona piramidalna konzola u svetištu, sve iz vremena izgradnje crkve.